# Біографія випадкового чуда
«Біографія випадкового чуда» — роман української письменниці Тані Малярчук; опублікований у видавництві «Книжковий клуб "Клуб сімейного дозвілля"» 2012 року.
| Лєна з дитинства була особливою: без царя в голові, навіть Бог у неї був позичений. Якось Лєна облишила молитися — і нічого, грім не побив, і кульова блискавка, що колись спалила її улюблену виховательку, оминула. Але втратити віру в чудо їй не дала диво-жінка, яка нагодилася рятувати її земляків, поки сама, уже доросла, Лєна тренувалася на бездомних собаках. Чим обернеться власна спроба героїні допомогти ближньому — польотом над гніздом зозулі чи вознесінням? |

|                 | Головна героїня насправді — це я, моє альтер-его. Тут присутній пошук якогось супергероя, який міг би врятувати цих нещасних людей, що їх по суті вже ніщо не може врятувати. Ця книжка могла би бути хорошим коміксом 60-х років... |
| — Таня Малярчук | |

| книги | Це незавершена стаття про книгу. Ви можете допомогти проєкту, виправивши або дописавши її. |